# Södra Preukartjärnen
Södra Preukartjärnen är en sjö i Piteå kommun i Norrbotten och ingår i Lillpiteälvens huvudavrinningsområde. Sjön har en area på 0,0471 kvadratkilometer och ligger 159,1 meter över havet.

## Delavrinningsområde
Södra Preukartjärnen ingår i det delavrinningsområde (727961-172890) som SMHI kallar för Mynnar i Pelloträsket. Medelhöjden är 185 meter över havet och ytan är 3,78 kvadratkilometer. Det finns ett avrinningsområde uppströms, och räknas det in blir den ackumulerade arean 19,69 kvadratkilometer. Vattendraget som avvattnar avrinningsområdet har biflödesordning 2, vilket innebär att vattnet flödar genom totalt 2 vattendrag innan det når havet efter 38 kilometer. Avrinningsområdet består mestadels av skog (72 procent). Avrinningsområdet har 0,17 kvadratkilometer vattenytor vilket ger det en sjöprocent på 4,4 procent.